# Mortal Kombat 2. – A második menet
A Mortal Kombat 2. – A második menet (eredeti cím: Mortal Kombat: Annihilation) 1997-ben bemutatott amerikai harcművészeti fantasy-akciófilm, amelyet John R. Leonetti rendezett Brent V. Friedman és Bryce Zabel forgatókönyvéből. A főszerepben Robin Shou, Talisa Soto, James Remar, Sandra Hess, Lynn Red Williams és Brian Thompson látható.
A filmet 1997. november 11-én mutatták be a mozikban. Általánosságban negatív kritikákat kapott az értékelőktől, a története, a szereplői és a speciális effektusai miatt. A jegypénztáraknál is csalódást nyújtott, ugyanis a 30 milliós költségvetésével szemben, mindössze 51 millió dollárt tudott termelni. A film gyenge kritikai és kereskedelmi összhangja miatt a nyomon követést törölték, és egy harmadik Mortal Kombat-film közel két évtizedig sínylődött a fejlesztési munkálatokban. A sorozatot végül 2021-ben újraindították.

## Szereplők
| Szerep                                                  | Színész                 | Magyar hang    |
| ------------------------------------------------------- | ----------------------- | -------------- |
| Liu Kang                                                | Robin Shou              | Welker Gábor   |
| Kitana                                                  | Talisa Soto             | Holló Orsolya  |
| Raiden nagyúr                                           | James Remar             | Orosz István   |
| Sonya Blade                                             | Sandra Hess             | Orosz Helga    |
| Jax Briggs                                              | Lynn Red Williams       | Galambos Péter |
| Shao Kahn                                               | Brian Thompson          | Hankó Attila   |
| Shinnok                                                 | Reiner Schöne           | Horányi László |
| Sindel                                                  | Musetta Vander          | Hirling Judit  |
| Jade                                                    | Irina Pantaeva          | Biró Anikó     |
| Motaro                                                  | Deron McBee             | Sótonyi Gábor  |
| Sheeva                                                  | Marjean Holden          | N/A            |
| Nightwolf                                               | Litefoot                | Albert Gábor   |
| Johnny Cage                                             | Chris Conrad            | N/A            |
| Ermac                                                   | John Medlen             | N/A            |
| Cyrax / Scorpion (Hanzo Hasashi) / Noob Saibot (Bi-Han) | J.J. Perry              | N/A            |
| Rain                                                    | Tyrone Wiggins          | Földi Tamás    |
| Baraka                                                  | Dennis Keiffer          | nem szólal meg |
| Smoke                                                   | Ridley Tsui             | nem szólal meg |
| Sub-Zero (Kuai Liang)                                   | Keith Cooke Hirabayashi | Seder Gábor    |
| Mileena                                                 | Dana Hee                | N/A            |

## A film készítése
A Mortal Kombat 2. – A második menet az 1995-ös Mortal Kombat 3 videójátékon alapszik, miközben a Ultimate Mortal Kombat 3 karakterlistáját tartalmazza. Voltak cselekményelemek is  Mortal Kombat 4-ből, de ezeket a jeleneteket kivágták a végső moziváltozatból. Míg az előző rész vonzotta az alkalmi filmnézőket és a játékosokat is, a "Második menet" kizárólag a játék rajongóinak szólt. Lawrence Kasanoff producer elmondta, hogy megpróbálta a filmet "még látványosabbá tenni, mint az első film, amely egészséges 73 millió dollárt keresett az Egyesült Államokban, viszont a "Második menet" háromszor ambiciózusabb, mint a  Mortal Kombat. A folytatás témája az, hogy minél többet forgassunk – több harcot, több speciális effektet, több Külvilágot és egyebet tartalmazzon."

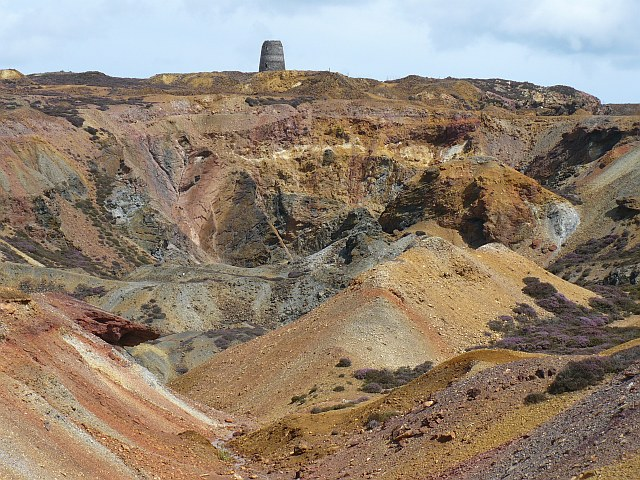
A Parys-hegy 2008-ban

A film forgatás 1996 első negyedévében kezdődött. A film egy részét a Parys-hegyen, valamint Anglesey szigetén (Wales partja) vették fel. További forgatási helyszínek voltak London, Jordánia és Thaiföld. A Második menet megpróbálta folytatni az első film stílusát, az előzőből visszatérő karakterek stábja szinte teljesen átalakult; csak Robin Shou (Liu Kang) és Talisa Soto (Kitana) ismételte meg szerepét, rajtuk kívül az egyetlen színész, aki visszatért, Keith Cooke Hirabayashi (Reptile az első filmben), mint Sub-Zero. Stephen Painter és Neill Gorton biztosította a film kellékeinek egy részét. Az első résszel ellentétben nem Paul W. S. Anderson készítette, hanem John R. Leonetti. Rayden, a viharlord szerepét Christopher Lambert helyett James Remar alakította. Linden Ashby (Johnny Cage szerepében) helyett Chris Conrad játszott.
A film francia kiadása Mortal Kombat: Destruction Finale (Final Destruction) néven ismert, míg az olasz kiadás Mortal Kombat: Distruzione Totale (Total Destruction) címet kapta. A film Jerome Preisler regényét a Tor Books adta ki.
Tony Jaa thai színész és harcművész Robin Shou kaszkadőre volt a filmben.

## Kritikai fogadtatás
A kritikusok rosszul fogadták a filmet, a Rotten Tomatoes 28 kritikusa összesítve 7%-ra értékelte a filmet, míg a Metacritic 100 pontból 11-re értékelte az alkotást.